# Roberto Gerardi
Roberto Gerardi (Roma, 18 ottobre 1919 – Parma, 10 giugno 1995) è stato un direttore della fotografia italiano.
È stato un protagonista della creazione del glamour divistico all'italiana della Cinecittà degli anni cinquanta e sessanta.

## Biografia
Dopo aver iniziato il proprio apprendistato professionale con Carlo Montuori, prosegue la carriera come assistente operatore di Anchise Brizzi, insieme al quale lavora ad uno dei capolavori del Neorealismo, Sciuscià (1946) di Vittorio De Sica. Come operatore nella troupe di Otello Martelli partecipa alla realizzazione di film di Roberto Rossellini (Stromboli (Terra di Dio) del 1949), Giuseppe De Santis (Riso amaro del 1949, Roma ore 11 del 1951), Alessandro Blasetti (La fortuna di essere donna del 1956), Federico Fellini (Il bidone del 1955).
Esordisce come direttore della fotografia nel 1957 con il film I colpevoli diretto da Turi Vasile, tratto da una commedia teatrale di Renato Lelli, nel quale sperimenta un sistema di ripresa mutuato dalla televisione, con tre macchine da presa ad inquadrare tagli diversi di lunghi piani sequenza. Dopo essersi cimentato in commedie quali Il marito e Audace colpo dei soliti ignoti, affianca Peppino Rotunno come direttore della fotografia aggiunto per La grande guerra (1959) di Mario Monicelli e cura le immagini dei mélo Lettere di una novizia e L'imprevisto diretti da Alberto Lattuada.
Nei primi anni sessanta lavora ad opere d'autore come L'isola di Arturo e La noia di Damiano Damiani, ma anche a co-produzioni internazionali come Madame Sans-Gêne di Christian-Jaque e I sequestrati di Altona di Vittorio De Sica, con Sophia Loren, della quale diventa una sorta di operatore quasi ufficiale, curandone l'immagine anche in Matrimonio all'italiana.
Nella seconda metà degli anni sessanta gira adattamenti letterari quali Madamigella di Maupin di Mauro Bolognini e Don Giovanni in Sicilia di Alberto Lattuada, e adotta «un uso brillante del colore e della luce» nella commedia all'italiana più sofisticata, soprattutto per la regia di Pasquale Festa Campanile.
Gli anni settanta segnano l'inizio del declino della sua carriera, orientata verso produzioni più popolari e meno ambiziose. Lavora regolarmente in particolare con i registi Fernando Di Leo e Giorgio Capitani.

## Filmografia
- I colpevoli, regia di Turi Vasile (1957)
- Parola di ladro, regia di Nanni Loy e Gianni Puccini (1957)
- Il marito, regia di Nanni Loy e Gianni Puccini (1958)
- Un uomo facile, regia di Paolo Heusch (1959)
- Esterina, regia di Carlo Lizzani (1959)
- La grande guerra, regia di Mario Monicelli (1959)
- Audace colpo dei soliti ignoti, regia di Nanni Loy (1959)
- La garçonnière, regia di Giuseppe De Santis (1960)
- A qualcuna piace calvo, regia di Mario Amendola (1960)
- Lettere di una novizia, regia di Alberto Lattuada (1960)
- L'imprevisto, regia di Alberto Lattuada (1961)
- Appuntamento a Ischia, regia di Mario Mattoli (1961)
- Madame Sans-Gêne, regia di Christian-Jaque (1961)
- I sequestrati di Altona, regia di Vittorio De Sica (1962)
- L'isola di Arturo, regia di Damiano Damiani (1962)
- Adultero lui, adultera lei, regia di Raffaello Matarazzo (1963)
- La noia, regia di Damiano Damiani (1963)
- La calda vita, regia di Florestano Vancini (1963)
- Controsesso, episodio Il professore, regia di Marco Ferreri (1964)
- 3 notti d'amore, regia di Renato Castellani, Luigi Comencini e Franco Rossi (1964)
- Matrimonio all'italiana, regia di Vittorio De Sica (1964)
- Thrilling, episodio L'autostrada del sole, regia di Carlo Lizzani (1965)
- Una vergine per il principe, regia di Pasquale Festa Campanile (1965)
- Madamigella di Maupin, regia di Mauro Bolognini (1966)
- I nostri mariti, episodio Il Marito di Attilia, regia di Dino Risi (1966)
- Non faccio la guerra, faccio l'amore, regia di Franco Rossi (1966)
- Adulterio all'italiana, regia di Pasquale Festa Campanile (1966)
- Il marito è mio e l'ammazzo quando mi pare, regia di Pasquale Festa Campanile (1967)
- Dick Smart 2.007, regia di Franco Prosperi (1967)
- Don Giovanni in Sicilia, regia di Alberto Lattuada (1967)
- Una ragazza piuttosto complicata, regia di Damiano Damiani (1968)
- La notte è fatta per... rubare, regia di Giorgio Capitani (1968)
- Faustina, regia di Luigi Magni (1968)
- Sophia: A Self-Portrait, regia di Robert Abel e Mel Stuart (1968) (TV)
- Un detective, regia di Romolo Guerrieri (1969)
- Dove vai tutta nuda?, regia di Pasquale Festa Campanile (1969)
- Scacco alla regina, regia di Pasquale Festa Campanile (1969)
- Nel giorno del Signore, regia di Bruno Corbucci (1970)
- La collera del vento, regia di Mario Camus (1970)
- La Betìa ovvero in amore, per ogni gaudenza, ci vuole sofferenza, regia di Gianfranco De Bosio (1971)
- Il provinciale, regia di Luciano Salce (1971)
- La Califfa, regia di Alberto Bevilacqua (1971)
- Il maestro e Margherita, regia di Aleksandar Petrović (1972)
- Il decamerone nero, regia di Piero Vivarelli (1972)
- Questa specie d'amore, regia di Alberto Bevilacqua (1972)
- Un modo di essere donna, regia di Pier Ludovico Pavoni (1973)
- Un amore così fragile così violento, regia di Leros Pittoni (1973)
- Processo per direttissima, regia di Lucio De Caro (1974)
- Mussolini ultimo atto, regia di Carlo Lizzani (1974)
- Fatevi vivi, la polizia non interverrà, regia di Giovanni Fago (1974)
- Il caso Raoul, regia di Maurizio Ponzi (1975)
- I giorni della chimera, regia di Franco Corona (1975)
- Colpo in canna, regia di Fernando Di Leo (1975)
- Assassinio sul ponte (Der Richter und sein Henker), regia di Maximilian Schell (1975)
- Spogliamoci così, senza pudor..., regia di Sergio Martino (1976)
- Quel movimento che mi piace tanto, regia di Franco Rossetti (1976)
- Africa Express, regia di Michele Lupo (1976)
- Gli amici di Nick Hezard, regia di Fernando Di Leo (1976)
- Bruciati da cocente passione, regia di Giorgio Capitani (1976)
- Pane, burro e marmellata, regia di Giorgio Capitani (1977)
- Ligabue, regia di Salvatore Nocita (1977) (TV)
- Io tigro, tu tigri, egli tigra, regia di Renato Pozzetto e Giorgio Capitani (1978)
- Diamanti sporchi di sangue, regia di Fernando Di Leo (1978)
- Avere vent'anni, regia di Fernando Di Leo (1978)
- Odio le bionde, regia di Giorgio Capitani (1980)
- Razza violenta, regia di Fernando Di Leo (1984)
- Qualcosa di biondo, regia di Maurizio Ponzi (1984)
- Killer contro killers, regia di Fernando Di Leo (1985)
- Un'australiana a Roma, regia di Sergio Martino (1987) (TV)
- E non se ne vogliono andare!, regia di Giorgio Capitani (1988) (TV)
- Arrivederci e grazie, regia di Giorgio Capitani (1988)
- Fratelli d'Italia, regia di Neri Parenti (1989)
- E se poi se ne vanno?, regia di Giorgio Capitani (1989) (TV)
- Le comiche, regia di Neri Parenti (1992)